# Therese Zenz
Therese Zenz (Merzig, 15 oktober 1932 - Aldaar, 22 oktober 2019) was een Duits kanovaarster.
Zenz won tijdens de Olympische Zomerspelen 1956 een zilveren medaille in de K1 500m. Vier jaar later won ze opnieuw een zilveren medaille in de K1 500m en een zilveren in de K2 500m samen met Ingrid Hartmann. In 1952 kwam ze uit voor Saarland, nadien voor West-Duitsland.
Zenz werd een keer wereldkampioen en twee keer derde. Daarnaast werd ze op de Europese kampioenschappen twee keer tweede en een keer derde.

## Belangrijkste resultaten

### Olympische Zomerspelen
| Editie | Plaats    | Resultaten      |
| ------ | --------- | --------------- |
| 1952   | Helsinki  | 9e K1 500m      |
| 1956   | Melbourne | K1 500m         |
| 1960   | Rome      | K1 500m K2 500m |

### Wereldkampioenschappen vlakwater
| Jaar | Plaats | Resultaten        |
| ---- | ------ | ----------------- |
| 1954 | Mâcon  | K1 500m           |
| 1958 | Praag  | K1 500m · K2 500m |

### Europese kampioenschappen kanosprint
| Jaar | Plaats   | Resultaten        |
| ---- | -------- | ----------------- |
| 1957 | Gent     | K1 500m · K2 500m |
| 1959 | Duisburg | K2 500m           |

- Gemeinsame Normdatei: 1202531490
- Virtual International Authority File: 5920157884835460620001